# Ogden Phipps
Ogden Phipps, né le 26 novembre 1908 et mort le 21 avril 2002 était un agent de change américain, champion de court tennis, directeur et propriétaire/éleveur de chevaux de courses pur-sang, ainsi qu'un collectionneur d'art et un philanthrope. En 2001, il a été intronisé au International Court Tennis Hall of Fame.

## Contexte
Ogden Phipps est né à New York le 26 novembre 1908, fils de Henry Carnegie Phipps (en) et de Gladys Livingston Mills (en). Il a été nommé d'après le frère de sa mère, Ogden L. Mills. Son grand-père, Henry Phipps Jr. (en), était un grand philanthrope qui avait amassé une fortune en tant que deuxième plus grand actionnaire de la Carnegie Steel Company (en). Après avoir fait ses études à l'université de Harvard, Phipps est devenu champion de tennis, remportant sept fois le championnat américain et une fois le championnat britannique.
Pendant la Seconde Guerre mondiale, Phipps a servi dans la marine américaine. Après la guerre, il est devenu partenaire de l'importante société de courtage Smith Barney & Co. (en) puis a utilisé sa formation pour diriger la Bessemer Securities Corporation, une holding privée qui gérait la fortune laissée aux membres de la famille Phipps par leur grand-père.

## Courses de pur-sang
La mère et l'oncle de Phibbs aimaient les chevaux pur-sangs et ont fondé l'écurie Wheatley (en) en 1926, un partenariat qui a permis de faire courir et d'élever des pur-sangs avec succès. Influencé par sa mère, Phipps a enregistré pour la première fois en 1932 ses propres casaques de course noires avec une toque couleur cerise.
Après la Seconde Guerre mondiale, Ogden Phipps a acheté un groupe de chevaux du domaine du colonel Edward R. Bradley (en) qui a constitué la base de ce qui allait devenir sa principale exploitation de courses de chevaux. Comme l'écurie familiale de Wheatley, Phipps utilisa également Claiborne Farm Paris, dans le Kentucky, pour l'élevage et le développement de ses chevaux. En 1959, il devient membre fondateur de la New York Racing Association (en) et membre de son conseil d'administration. À l'approche de son 80e anniversaire, il démissionne en 1988 et est nommé directeur émérite. Il a également été président du Jockey Club (en) pendant vingt ans et, au moment de sa mort, il était le plus ancien membre du club. Son meilleur cheval fut Buckpasser, cheval de l'année aux États-Unis en 1966 et grand étalon, mais on peut citer aussi deux autres membres du Hall of Fame des courses américaines, Personal Ensign et Easy Goer.